# فيل دوسن
فيل دوسن (بالإنجليزية: Phil Dawson)‏ هو لاعب كرة قدم أمريكية أمريكي، ولد في 23 يناير 1975 في ويست بالم بيتش في الولايات المتحدة.

## وصلات خارجية
- فيل دوسن على موقع مرجع كرة القدم المحترفة.كوم (الإنجليزية)